# Noche de violencia
Noche de violencia (Ride Beyond Vengeance, Más allá de la venganza) es un largometraje del género Western estrenado en 1966.
Fue dirigido por Bernard McEveety y protagonizado por Chuck Connors, Michael Rennie, Bill Bixby y Gloria Grahame.

## Argumento
Cold Iron, Texas, en la actualidad (1965). Un funcionario del censo entra en un bar, donde le llama la atención la violenta escena representada en un cuadro. El dueño de un bar le relata los sucesos del cuadro, acaecidos en la llamada "noche de las represalias": Jonas Trapp (Chuck Connors) desea casarse con Jessie (Kathryn Hays), pero tropieza con la oposición de la tía de esta (Gloria Grahame), que piensa que no le conviene por ser alguien sin fortuna. Trapp abandona a su novia para buscar fortuna como cazador de búfalos. 
Después de once años, regresa con 17.000 dólares, pero es interceptado por tres hombres del pueblo, acusado de robo injustamente y marcado con fuego para distinguirle como ladrón. Para colmo de sus desgracias, se le arrebata el dinero que había conseguido con sus largos años de trabajo. Trapp es recogido malherido por un hombre, y comenzará a preparar su venganza contra aquellos que le asaltaron. Estos resultan ser unos hombres importantes en Cold Iron...

## Reparto
| Intérprete       | Personaje              | Comentario             |
| ---------------- | ---------------------- | ---------------------- |
| Chuck Connors    | Jonas Trapp, The Tiger |                        |
| Michael Rennie   | Brooks Durham          |                        |
| Kathryn Hays     | Jessie Larkin Trapp    |                        |
| Joan Blondell    | Mrs. Lavender          |                        |
| Gloria Grahame   | Bonnie Shelley         |                        |
| Gary Merrill     | Dub Stokes             |                        |
| Bill Bixby       | Johnsy Boy Hood        |                        |
| Claude Akins     | Elwood Coates          |                        |
| Paul Fix         | Hanley                 |                        |
| Marissa Mathes   | Maria                  | Como Marrisa Mathes    |
| Harry Harvey     | Vogan                  | Como Harry Harvey Sr.  |
| William Bryant   | Bartender              |                        |
| Jamie Farr       | Pete the Blacksmith    |                        |
| Larry Domasin    | Chico mexicano         |                        |
| Bill Catching    | Borracho               | Como William Catching  |
| James MacArthur  | Funcionario del censo  |                        |
| Arthur O'Connell | Narrador               |                        |
| Ruth Warrick     | Tía Gussie             |                        |
| Buddy Baer       | Mr. Kratz              |                        |
| Frank Gorshin    | Tod Wisdom             |                        |
| Robert Q. Lewis  | Hotel Clerk            |                        |
| Bill Coontz      | Borracho               | Sin acreditar          |
| Chuck Hamilton   | Storekeeper            | Sin acreditar          |
| Luke Saucier     | Especialista           | Doble de Chuck Connors |

## Datos técnicos
- Color: Color (Pathécolor)
- Formato del negativo de la película (mm/pulgadas de video): 35 mm
- Proceso cinematográfico: Spherical
- Formato de Cinta Impreso: 35 mm
- Relación de Aspecto: 1,85 : 1
- Sonido: Mono (Westrex Recording System)

## Distribuidoras
- Columbia Pictures.  Estados Unidos, estreno en cines en enero de 1966.
- American Broadcasting Company (ABC).  Estados Unidos, estreno original en televisión en 1968.
- Étoile Distribution.  Francia, estreno en cines en 1970.

## Fechas de estreno
- Estados Unidos: enero de 1966
- Reino Unido: 9 de mayo de 1966
- Finlandia: 1 de julio de 1966
- República Federal Alemana: 5 de agosto de 1966
- Dinamarca: 21 de noviembre de 1966
- España: 19 de enero de 1967
- Francia: 30 de septiembre de 1970

## Títulos
- A la película se la conoce por los siguientes títulos en los distintos países:[2]

- Cena osvete ( Yugoslavia (título en idioma serbio)
- El Tigre ( Italia)
- Kostaja ( Finlandia)
- La noche de las represalias ( España, versión doblada)
- Marqué au fer rouge ( Francia)
- Night of the Tiger
- Noche de violencia	( España)[1][3]
- Ride Beyond Vengeance ( Estados Unidos, título original del estreno en cines)
- Ta epta pistolia tis ekdikiseos ( Grecia, transliteración ISO-LATIN-1)
- Tag der Abrechnung	( República Federal Alemana)
- The Tiger Wore Guns ( Estados Unidos, título preliminar)
- You Can't Ever Go Home Again ( Estados Unidos, título preliminar)

## Clasificaciones
- Finlandia: K-16
- Noruega: 16
- República Federal Alemana: 16

## Valoraciones
Los usuarios de IMDb otorgaban a esta película un 6,1 sobre 10 a fecha 
de noviembre de 2011. Los usuarios de filmaffinity le otorgaban una 
valoración de 5,2 sobre 10 en las mismas fechas.